# 뿌요뿌요 크로니클
《뿌요뿌요 크로니클》은 소닉 팀이 개발하고 세가가 배급한 2016년 퍼즐 게임이다. 《뿌요뿌요》 시리즈에 속하는 게임으로 일본에서 시리즈 25주년을 기념해 기획된 작품이다. 닌텐도 3DS로 개발돼 일본서 2016년 12월 8일 출시됐다.
롤플레잉 비디오 게임 요소를 채택한 것이 특징으로 최대 3명으로 구성된 파티를 운영한다. 2D로 구성된 시리즈 대부분 작품과 대조되는 3D 그래픽을 사용했다. 신비한 동화책을 통해 다른 세계로 간 아르르가 새 주인공 아리와 만나 모험하는 이야기를 다뤘다.

## 개발 및 출시
《뿌요뿌요 크로니클》은 시리즈 25주년을 기념해 제작된 작품이다. 2018년 6월 28일에 염가판이 발매됐다.

## 참조

### 주해
1. ↑  일본어:  ぷよぷよクロニクル, 영어: Puyo Puyo Chronicle